# Fidel Nadal
Fidel Ernesto Nadal (Buenos Aires, 21 de septiembre de 1965) es un músico y cantante argentino. En los años 1980, integró la banda Todos Tus Muertos, un grupo de rock, punk y reggae de Argentina, donde publicaron un total de ocho álbumes.
El grupo estaba integrado por Félix Gutiérrez en el bajo, Horacio Villafañe en guitarra (Gamexane), Cristian Ruiz en la batería y Fidel Nadal en la voz. Tanto Horacio como Félix habían formado parte de Los Laxantes, grupo pionero del movimiento punk que existía en forma “Under” en Buenos Aires por aquellas épocas.
En la actualidad se desempeña tanto como solista como con la banda Lumumba un trío de reggae formado a mediados de la década de 1990. La banda se creó gracias a Fidel Nadal ya que siempre estuvo arraigado al reggae y decidió crearla junto a su hermano Amilcar Nadal y su amigo Pablo Molina. Los demás integrantes de la banda no fueron estables. Así, de la batería, del bajo, de los vientos y de los mezcladores se encargaron diferentes intérpretes.
Lleva el nombre en homenaje a Patrice Lumumba (el asesinado héroe de la independencia del Congo). Sus canciones, en general, hablan de la temática rastafari.

## Biografía
Descendiente de angoleños negros esclavizados y trasladados a Buenos Aires en el siglo XVII, Fidel se inició en la música durante la mitad de los años ochenta escuchando a Peter Tosh, Bob Marley y la banda The Skatalites. El reggae fue su principal influencia musical que más tarde se vería reflejada en su sonido. Es hijo de Enrique Nadal, cineasta luchador por el reconocimiento de los derechos de la población argentina de raza negra, y la antropóloga Susana Salsamendi.
La ideología sostenida por Fidel involucra en profundidad la cultura rastafari, iniciada en países como Jamaica y Haití. En su música, Fidel refleja el amor como una forma de vida y de realidad. Una de sus inspiraciones al igual que muchos grupos reggae es Bob Marley. Asimismo son importantes los aportes de la cultura afroargentina. Fidel Nadal es hijo de Enrique Nadal, un importante luchador por el reconocimiento de los derechos de la población de raza negra argentina.
Sus influencias principales están relacionadas con el reggae y los ritmos afroargentinos.
Además de componer su música, participa activamente de proyectos musicales con músicos y bandas de Argentina (Dancing Mood, Damas Gratis, Mimi Maura) y de otros países (Oskar-T, Boomer, I Jah Bones, Mikey Dread). En el mismo sentido, con el grupo Mano Negra grabó el disco Casa Babylon, siendo el segundo cantante de la banda franco-española pero no siendo un miembro oficial.
Luego de la separación de Todos Tus Muertos y de Lumumba, Fidel comienza una carrera solista muy prolífica y de manera completamente independiente, lo que lo alejó de los grandes medios. En 2008 se publicó International Love, producido por Ezequiel Araujo y Luca Zamattio, editado y promocionado por la empresa PopArt/Sony BMG, lo que lo colocó en una situación de exposición pública.[cita requerida]
En octubre de 2009, fue tapa de la revista Rolling Stone, en una edición dedicada al reggae.
En noviembre de 2010 realiza el remix de su sencillo exitoso "Te robaste mi corazón" con el cantante urbano de reguetón, De La Ghetto. Más tarde declararía que es muy buena opción hacer fusiones de ritmos con el reguetón.
Nadal volvió a las bateas en 2015 con un disco de los más explosivos de su trayectoria. Totalmente producido en Kingston, Jamaica, y de la mano de Bobi Digital, conocido por sus trabajo con artistas como Shabba Ranks, Coco Tea Richie Spice y Anthony B entre otros, "Tek a ship" se conforma de 13 canciones que pretenden mezclar en unidad los sonidos viejos y nuevos del reggae ayudándose de la participación de músicos pertenecientes a importantes bandas y proyectos jamaicanos como Sizzla, Chronixx, Dean Frazer y del trombonista Nambo Robinson, quienes trabajaron con Marley en “Survival” entre otros.
Fidel declaró estar listo para lanzar su álbum número 18 como solista tras más de 30 años de trayectoria musical y para comenzar una nueva fase de su trabajo con el primer sencillo "Crucial".
La canción fue grabada en Digital B. Studios con la producción de Craig Dixon, quien también colaboró en la composición del mismo. El corte cuenta con un videoclip filmado también en Jamaica por el director Andy Caballero.
Además, hizo una colaboración con el artista L-Gante en 2021 remasterizando la canción de Intenational Love al estilo reguetón.

## Discografía

### Como solista
- 2000: Canta sobre discos.
- 2001: Cabeza negra.
- 2001: Repatriación.
- 2001: Selassie I, dios todopoderoso.
- 2002: Brillando por Negus.
- 2003: Dame una alegría.
- 2003: Amlak.
- 2003: En vivo en Japón.
- 2004: Fuego caliente.
- 2004: Negrociación.
- 2004: Puerta de oro.
- 2005: Trabajo de hormiga.
- 2005: Cosas buenas.
- 2005: Avanzando.
- 2006: Guerreros incansables (reedición).
- 2006: Cabeza negra (reedición).
- 2007: Fidel emocionado!
- 2008: International love.
- 2009: Crucial cuts.
- 2010: Vibraciones positivas.
- 2010: Forever together.
- 2011: Arranque.
- 2013: Llegó el momento.
- 2014: Te robaste mi corazon.
- 2015: Tek a ship.